# Mesochorus longidentatus
Mesochorus longidentatus är en stekelart som beskrevs av Dasch 1974. Mesochorus longidentatus ingår i släktet Mesochorus och familjen brokparasitsteklar. Inga underarter finns listade i Catalogue of Life.